# North Walsham
North Walsham ist eine Marktstadt in North Norfolk, Ostengland und liegt am Fluss Ant sowie am Rande des Seengebietes der Norfolk Broads. Die Stadt hat eine Fläche von 17,27 km² und 11.998 Einwohner (2001).

## Infrastruktur
Die Stadt besitzt einen Bahnhof an der Bahnlinie zwischen Norwich (ca. 20 km) und Sheringham (ca. 12 km), ein lebendiges Zentrum mit zahlreichen Geschäften, wöchentlichem Markt und Pubs sowie mehrere Schulen, eine Stadtbibliothek und ein Hallenbad.

## Sehenswürdigkeiten
Enge, noch aus dem Mittelalter stammende Gassen führen durch die Stadt, in deren Herz sich die Kirche St. Nicholas befindet. Der Marktplatz wird vom „Market Cross“ beherrscht, einem überdachten, unter Denkmalschutz stehenden Rundbau aus dem 16. Jh., wo früher der Marktzins kassiert wurde. Die anglikanische Pfarrkirche St. Nicholas stammt aus dem 13. Jh. Ihr äußeres Hauptmerkmal ist die Ruine des ursprünglich ca. 45 m hohen Kirchturms, der 1724 eingestürzt war und heute nur noch etwa 20 m hoch ist. In der Kirche befinden sich zahlreiche historische Sehenswürdigkeiten, z. B. der geschnitzte gotische Baldachin über dem Taufbecken oder das Grabmal von Sir William Paston, dem Gründer der ortsansässigen Schule (heute das Oberstufengymnasium Paston College).
Die Kirche liegt eingebettet in Rasenflächen, an deren Rand historische Grabsteine einen interessanten Rahmen bilden.

## Politik
Bürgermeister ist Keith Dixon. Die deutsche Partnergemeinde ist Blöcktach (Bayern).

## Persönlichkeiten
- Cassie Jackman (* 1972), Squashspielerin
- James Willstrop (* 1983), Squashspieler
- Lauren Hemp (* 2000), Fußballspielerin

## Abbildungen

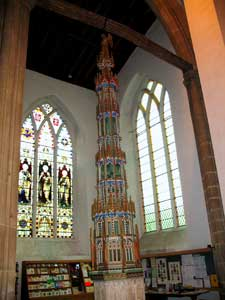
Das Innere der Kirche St. Nicholas
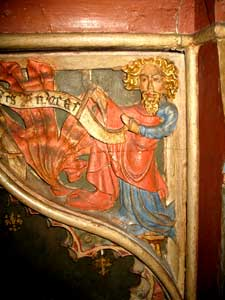
Mittelalterliche Schnitzerei in St. Nicholas
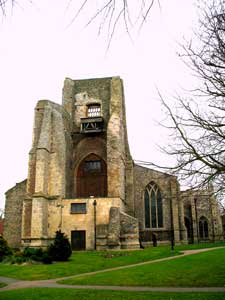
Kirchturm-Ruine in North Walsham
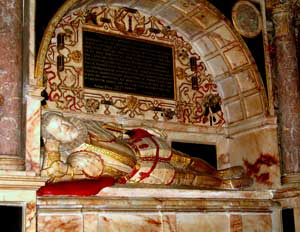
Grabmal des Sir William Paston in St. Nicholas